# Айрен Барклі
Айрен Барклі (англ. Iran Barkley; 6 травня 1960, Нью-Йорк) — американський професійний боксер, чемпіон світу за версіями WBC (1988-1989) у середній вазі, IBF (1992-1993) у другій середній вазі і WBA (1992) у напівважкій вазі.

## Аматорська кар'єра
На чемпіонаті світу 1982 Айрен Барклі став бронзовим призером.
- В 1/8 фіналу переміг Імре Немеді (Угорщина) — 5-0
- В чвертьфіналі переміг Юрія Торбека (СРСР) — 4-1
- В півфіналі програв Бернардо Комасу (Куба) — 2-3

## Професіональна кар'єра
Дебютував на профірингу у грудні 1982 року.
23 жовтня 1987 року, маючи рекорд 22-3, вийшов на бій проти чемпіона за версією WBA у середній вазі Сумбу Каламбая (Італія) і в 12-раундовому поєдинку програв одностайним рішенням суддів. Після двох перемог 6 червня 1988 року вийшов на бій за титул чемпіона за версією WBC у середній вазі проти Томаса Гернса (США) і здобув перемогу технічним нокаутом в третьому раунді. Бій між Барклі і Гернсом був визнаний апсетом 1988 року за версією журналу «Ринг». Перший захист звання чемпіона Барклі провів проти Роберто Дюрана (Панама).

### Барклі проти Дюрана
Бій між Айреном Барклі і Роберто Дюраном відбувся 24 лютого 1989 року. Чемпіон вступив в бій явним фаворитом. До Дюрана, який розпочинав кар'єру ще з напівлегкої ваги, ще ніхто з тих, хто був чемпіоном світу у легкій вазі (а Дюран був чемпіоном у легкій вазі впродовж 1972-1978 років), не завойовував титул чемпіона у середній вазі. Дюран навіть не добрав більше кілограму до ліміту ваги на передматчовому зважуванні. Але вже у першому раунді панамець правим прямим потряс американця. Барклі намагався використати свою перевагу в габаритах, однак програвав досвідченому супернику і на ближній, і на дальній дистанції. Відчуваючи, що він програє, у четвертому раунді американець запропонував жорстокий розмін ударами, покладаючись на свою силу, але на його подив панамець прийняв рубку і навіть виглядав у ній краще.Та все ж, продовжуючи тиснути на претендента, чемпіон перехопив ініціативу в п'ятому-шостому раундах. В сьомому раунді вже Дюран пішов в рубку, і жодному з суперників не можна було дати перевагу. У восьмому раунді панамець в атаці припустився помилки і пропустив лівий боковий назустріч, але витримав його, хоч і провів решту раунду у захисті. Після спокійного дев'ятого раунду Дюран, відновившись, підняв темп у десятому, і Барклі почав поступатись, відчувши більшу втому, ніж його на дев'ять років старший супротивник. В одинадцятому раунді панамець серією потужних ударів надсилає чемпіона у важкий нокдаун. Барклі не зумів відновитися за час перерви і у дванадцятому раунді виглядав приреченим. І хоча один суддя якось побачив у цьому бою перемогу американця, двоє інших віддали її панамцю. Дюран переміг розділеним рішенням — 118-112, 116-112, 113-116. Бій між Айреном Барклі і Роберто Дюраном був визнаний боєм 1989 року за версією журналу «Ринг».
Барклі програв і два наступних боя 14 серпня 1989 року проти Майкла Нанна (США) за титул чемпіона IBF у середній вазі і 18 серпня 1990 року проти Найджела Бенна (Велика Британія) за титул чемпіона WBO у середній вазі. Після бою з Бенном, в якому Барклі програв нокаутом у першому раунді, тричі побувавши в нокдауні, він рік не виходив на ринг, а повернувшись перейшов до наступної вагової категорії. Здобувши дві перемоги, 10 січня 1992 року вийшов на бій проти чемпіона за версією IBF у другій середній вазі Дарріна ван Горна (США) і нокаутував його в другому раунді.
В наступному бою 20 березня 1992 року Барклі здобув перемогу розділеним рішенням над Томасом Гернсом і відібрав у нього титул чемпіона WBA у напівважкій вазі, який невдовзі залишив, вирішивши залишатися у другій середній вазі. 13 лютого 1993 року відбувся бій між Айреном Барклі і Джеймсом Тоні (США), і Барклі втратив титул IBF, зазнавши поразки технічним рішенням після дев'яти раундів.
8 жовтня 1994 року Барклі здійснив спробу відібрати титул чемпіона IBF у напівважкій вазі у німця Генрі Маске, але зазнав поразки технічним рішенням після дев'яти раундів.